# Голтон (Мен)
Голтон (англ. Houlton) — місто (англ. town) в США, адміністративний центр округу Арустук штату Мен. Населення — 6055 осіб (2020).

## Географія
Місто розташоване у східній частині округу біля кордону з канадською провінцією Нью-Брансвік на берегах річки Медукснекеаг.

### Клімат
| Клімат : Голтон                       | Клімат : Голтон | Клімат : Голтон | Клімат : Голтон | Клімат : Голтон | Клімат : Голтон | Клімат : Голтон | Клімат : Голтон | Клімат : Голтон | Клімат : Голтон | Клімат : Голтон | Клімат : Голтон | Клімат : Голтон | Клімат : Голтон |
| Показник                              | Січ.            | Лют.            | Бер.            | Квіт.           | Трав.           | Черв.           | Лип.            | Серп.           | Вер.            | Жовт.           | Лист.           | Груд.           | Рік             |
| Абсолютний максимум, °C               | 14,4            | 16,7            | 26,1            | 30,0            | 35,6            | 36,1            | 36,1            | 37,2            | 33,9            | 27,8            | 21,7            | 15,0            | 37,2            |
| Середній максимум, °C                 | −5,4            | −3,1            | 2,3             | 9,9             | 17,7            | 22,5            | 25,3            | 24,4            | 19,4            | 12,2            | 4,9             | −1,9            | 10,7            |
| Середній мінімум, °C                  | −17,3           | −15,8           | −9,4            | −2,1            | 3,6             | 8,8             | 12,1            | 10,9            | 6,2             | 0,6             | −4,2            | −12,1           | −1,6            |
| Абсолютний мінімум, °C                | −40,6           | −37,8           | −35             | −21,1           | −7,8            | −2,2            | 0,0             | −1,1            | −6,7            | −12,2           | −25,6           | −36,7           | −40,6           |
| Норма опадів, мм                      | 70              | 53              | 68              | 71              | 86              | 94              | 94              | 96              | 85              | 98              | 103             | 85              | 1003            |
| Днів з опадами                        | 11,9            | 9,9             | 11,6            | 11,9            | 13,0            | 12,8            | 13,0            | 11,5            | 10,3            | 12,7            | 12,3            | 12,8            | 143,6           |
| Днів зі снігом                        | 9,3             | 7,8             | 6,9             | 2,7             | 0               | 0               | 0               | 0               | ,1              | ,5              | 2,8             | 7,9             | 38,0            |
| ------------------------------------- | --------------- | --------------- | --------------- | --------------- | --------------- | --------------- | --------------- | --------------- | --------------- | --------------- | --------------- | --------------- | --------------- |
| Джерело: NOAA (extremes 1948–present) |                 |                 |                 |                 |                 |                 |                 |                 |                 |                 |                 |                 |                 |

## Демографія
Згідно з переписом 2010 року, у місті мешкали 6123 особи в 2556 домогосподарствах у складі 1563 родин. Було 2822 помешкання
Расовий склад населення:
| - 91,0 % — білих - 5,8 % — корінних американців - 0,7 % — чорних або афроамериканців - 0,5 % — азіатів |

До двох чи більше рас належало 1,7 %. Частка іспаномовних становила 1,1 % від усіх жителів.
За віковим діапазоном населення розподілялося таким чином: 22,4 % — особи молодші 18 років, 57,8 % — особи у віці 18—64 років, 19,8 % — особи у віці 65 років та старші. Медіана віку мешканця становила 43,2 року. На 100 осіб жіночої статі у місті припадало 86,5 чоловіків; на 100 жінок у віці від 18 років та старших — 81,3 чоловіків також старших 18 років.
Середній дохід на одне домашнє господарство становив 51 600 доларів США (медіана — 36 557), а середній дохід на одну сім'ю — 66 288 доларів (медіана — 50 017). Медіана доходів становила 37 004 долари для чоловіків та 30 781 долар для жінок. За межею бідності перебувало 18,9 % осіб, у тому числі 18,7 % дітей у віці до 18 років та 13,8 % осіб у віці 65 років та старших.
Цивільне працевлаштоване населення становило 2830 осіб. Основні галузі зайнятості: освіта, охорона здоров'я та соціальна допомога — 28,8 %, роздрібна торгівля — 17,7 %, транспорт — 9,3 %, мистецтво, розваги та відпочинок — 8,0 %.